# Somatidia diversa
Somatidia diversa là một loài bọ cánh cứng trong họ Cerambycidae.